# أخطبوط شائع
الأخطبوط الشائع (الإسم العلمي:Octopus vulgaris)، هو نوع من الرخويات يتبع فصيلة الأخطبوطيات ضمن رتبة الأخطبوطات، ويُعتبر من أكثر أنواع الأخاطب شهرة.

## الموطن
يستوطن الأخطبوط الشائع مناطق شرق المحيط الأطلسي، وفي جوف البحر الأبيض المتوسط وكذلك حتى الساحل الجنوبي لإنجلترا، ويمتد إلى الأطراف الشرقية لأفريقيا، وخاصةً في جزر الكناري وجزر الرأس الأخضر وجزر الأزور. كما يتواجد كذلك في غرب المحيط الأطلسي.